# Гудкин, Яков Матвеевич
Яков Матвеевич Гу́дкин (1905 — 1979) — советский актёр театра и кино.

## Биография
Родился 6 (19 марта) 1905 года в Смоленске.
Окончил Институт экранных искусств в Ленинграде в 1925 году.
В 1932 — 1941 годах — актёр ЛенТЮЗа.
В годы Великой Отечественной войны служил начальником дивизионного клуба. В 1946—1962 годах конферансье в музыкально-эстрадном объединении в Ленинграде.
Затем — актёр Театра-студии киноактёра при киностудии «Ленфильм».
В кино снимался с 1923 года.

## Награды
- орден Красной Звезды[4] (6.11.1947)
- медали

## Фильмография
- 1924 — Скарлатина
- 1925 — Наполеон-газ
- 1926 — Карьера Спирьки Шпандыря
- 1926 — Катька — Бумажный ранет
- 1928 — Дом в сугробах
- 1928 — Парижский сапожник
- 1928 — Прыжок
- 1929 — Обломок империи
- 1929 — Голубой экспресс
- 1930 — Чужой берег
- 1930 — Спящая красавица
- 1932 — Встречный
- 1934 — Женитьба Яна Кнукке
- 1934 — Секрет фирмы — Яшка
- 1935 — Очарованный химик
- 1936 — Вратарь — Фома, инсайд
- 1945 — Небесный тихоход
- 1955 — Таланты и поклонники
- 1960 — Дама с собачкой
- 1963 — Каин XVIII — профессор
- 1966 — Три толстяка
- 1968 — Снегурочка
- 1974 — Сержант милиции